# Ra's al Ghul
Ra's al Ghul (in arabo رأس الغول‎?, Raʾs al-Ġūl, "Testa del/la Ghul" o "Testa del Demone") è un personaggio immaginario dei fumetti creato da Julius Schwartz, Dennis O'Neil e dal disegnatore Neal Adams nel 1971, pubblicato dalla DC Comics.
È uno dei più complessi e pericolosi antagonisti di Batman e il primo nemico a scoprirne la vera identità, apparso per la prima volta nella storia Il risveglio del Demone. Il suo status di supercriminale l'ha fatto spesso entrare in conflitto anche con Superman e altri supereroi del DC Universe. È il figlio di Sensei e padre di Talia al Ghul, di Nyssa Raatko, Dusan al Ghul e nonno materno di Damian Wayne. Leader della Lega degli assassini, il nome di Ra's al Ghul in arabo si traduce in "Testa del Demone". Le storie in cui compare Ra's al Ghul spesso coinvolgono le Fosse di Lazzaro, che restituiscono la vita ai moribondi. Le Fosse di Lazzaro hanno notevolmente prolungato la vita di Ra's, rendendolo un combattente particolarmente pericoloso che ha affinato le sue abilità di combattimento per secoli.
Ra's è apparso anche in numerosi media: nella serie televisiva animata Batman, doppiato da David Warner, il personaggio fa la sua prima apparizione in un altro mezzo diverso dal fumetti. Nel film Batman Begins del 2005 Ra's ricopre il ruolo dell'antagonista principale ed è interpretato da Liam Neeson, che compare anche in un cameo de Il cavaliere oscuro - Il ritorno, ultimo film della trilogia di Nolan. Nel film d'animazione Batman: Under the Red Hood il personaggio è doppiato da Jason Isaacs mentre nel videogioco Batman: Arkham City da Dee Bradley Baker. Nella terza stagione della serie Arrow, Ra's è interpretato da Matt Nable. Compare anche nel finale della terza e nella quarta stagione di Gotham, interpretato da Alexander Siddig.
È classificato al 7º posto nella classifica dei più grandi cattivi nella storia dei fumetti secondo IGN.

## Origine del nome
O'Neill e Adams assegnarono al personaggio un nome derivante da quello di Raʾs al-Ghūl (in arabo ﺭأﺱ ﺍﻟﻐﻮﻝ‎?, "Testa del/la Ghūl"), che nell'antica narrativa antropologico-religiosa araba è il sovrano dei ghul, cioè il peggiore fra tutti i jinn e che, in un noto ciclo mitologico-letterario arabo-islamico, viene sconfitto dal protagonista ʿAlī b. Abī Ṭālib, quarto califfo musulmano che, alla fine di una lunga avventura, lo affronta e gli taglia in due il cranio con la sua famosa spada a due lame, chiamata Dhu l-fiqar.

## Biografia del personaggio
(Ra's al Ghul in Batman/Superman/Wonder Woman: Trinity Volume 1)
Ra's al Ghul è il potente capo della Lega degli assassini il cui scopo è quello di distruggere il male e la corruzione con una macchinosa azione di sterminio e genocidio su zone focali di tutto il pianeta, riedificando l'umanità sulle ceneri di quella vecchia.
Nessuno conosce la sua vera età, il suo nome di battesimo, o il suo luogo di nascita. L'unico dato certo è che Ra's al Ghul ha moltissime centinaia di anni, e che saltuariamente si rigenera grazie alla Fossa di Lazzaro, un bagno chimico che lo ringiovanisce, ma che lo rende completamente pazzo nelle quarantotto ore che seguono.
Ra's al Ghul ha una figlia, Talia, che vorrebbe vedere sposare Batman, uomo per il quale nutre un misto di odio e rispetto, e che ritiene un degno avversario. Ra's al Ghul ne conosce l'identità segreta, e lo affronta numerose volte, in quanto Gotham City rappresenta per lui un punto determinante nei suoi piani di "pulizia dal male".
Ra's ha cercato diverse volte di fare in modo che Batman si unisse alla sua Lega degli assassini, ritenendolo un degno compagno per l'amata figlia Talia, ma il cavaliere oscuro si è sempre rifiutato, sia di aderire sia di sposarsi con Talia. Quest'ultima, infatti, è costantemente combattuta tra la lealtà verso suo padre e l'amore per l'uomo pipistrello, e spesso si è trovata costretta a schierarsi sia con l'uno che con l'altro. Nonostante questo, da una relazione tra Batman e Talia nacque Damian, ragazzo cresciuto e addestrato in gran segreto, mentre Bruce viene tenuto all'oscuro della sua esistenza.

### Origini
Le origini di Ra's Al Ghul vennero rivelate per la prima volta nella storia Batman: La Nascita del Demone scritta da Dennis O'Neil e disegnata da Mike W. Barr. Sebbene il suo vero nome non venga mai rivelato, né quello del suo paese natale, Ra's al Ghul nacque in un regno situato nella penisola araba in un'epoca antecedente a Maometto ma successiva all'avvento del Cristianesimo. Egli apparteneva a una tribù nomade e ribelle, il cui comandante era suo zio, che tuttavia abbandonò per mettersi al servizio di un sultano illuminato spinto dal desiderio di elevare le proprie conoscenze. Mostrando una grande predisposizione alla ricerca scientifica, divenne un guaritore rispettato conquistando i favori sia del monarca che della gente comune. Prese poi in moglie una donna di cui era molto innamorato. Un giorno l'amato figlio ed erede del sultano si ammalò gravemente e nemmeno il guaritore sapeva come curarlo. Fu in tale occasione che il futuro Ra's Al Ghul sviluppò per la prima volta la Fossa di Lazzaro che usò per salvare il giovane principe ormai moribondo. E fu in tale occasione che apprese per la prima volta gli effetti collaterali della resurrezione tramite essa ovvero una temporanea ma inarrestabile furia cieca che travolge chi ne è immerso. Il principe uccise così la moglie del guaritore che era presente durante l'operazione. Per proteggere il figlio, il sultano, che pure era sempre stato buono con lui fino a quel momento, stabilì che il colpevole era il guaritore e lo condannò a morte. Il principe, che era sempre stato invidioso dell'affetto che il padre e il popolo avevano mostrato al guaritore e soprattutto di sua moglie, ordinò che venisse lasciato a morire nel deserto chiuso in una gabbia esposto al sole senza cibo né acqua. A soccorrerlo inaspettatamente furono gli stessi nomadi briganti della sua tribù che aveva abbandonato e con i quali si riunì per cospirare la sua vendetta: con uno stratagemma, riuscì a far pervenire al principe un carico di seta contaminata facendolo nuovamente ammalare. Questo spinse il sultano a cercarlo per chiedere ancora una volta il suo aiuto per guarirlo. Il futuro leader della Lega degli Assassini finse di stare al gioco ma questa volta la fossa da lui preparata ebbe per effetto quello di uccidere dolorosamente il principe. Nel frattempo, i briganti si erano appostati e tesero un'imboscata al sultano e al seguito uccidendoli tutti. Successivamente, il guaritore si recò alla statua di Bisu, il demone adorato dalla sua gente che lui aveva sempre disprezzato e visto come arcaico e oppressivo. In un gesto memorabile, decapitò la statua del demone e si dichiarò più grande di Bisu, dichiarò se stesso la vera Testa del Demone e da allora prese ufficialmente il nome di Ra's Al Ghul che significa appunto Testa del Demone.

### ContagioeEredità
Come rimedio per "il male dell'umanità", Ra's al Ghul fece in modo di diffondere per la Terra un potente virus, un ceppo modificato di Ebola, che mise in ginocchio Gotham City, ma che Batman riuscì a contenere. In seguito Ra's decise di allearsi con Bane, scegliendolo inoltre come nuovo erede al posto dell'Uomo Pipistrello, ma anche in questo caso la minaccia fu scongiurata.

### La morte e le vergini (Death and the Maidens)
Ra's ha anche un'altra figlia, Nyssa Raatko, desiderosa di vendicarsi del padre poiché aveva vissuto la tragedia dei lager nazisti perdendo la famiglia, senza che il padre la aiutasse. Nyssa mette in atto il suo piano di vendetta col rapimento di Talia Head: quest'ultima viene condannata ad una serie di torture a non finire da parte della sorella, viene uccisa e poi resuscitata attraverso un Pozzo di Lazzaro. Nel mentre Ra's al Ghul, morente, fa al Cavaliere Oscuro una generosa offerta: un Pozzo di Lazzaro in cambio di poter rivedere Thomas e Martha Wayne.
Una volta conosciuta la verità sui trascorsi di Ra's Al Ghul che hanno dato vita alla tragedia di Nyssa, Talia Head dà il suo appoggio alla sorella, la quale viene riconosciuta dalla Setta degli Assassini come la nuova "Testa del Demone".

### Batman: La resurrezione di Ra's al Ghul
Quando il corpo di Ra's risulta ferito e non più in grado di guarire, egli decide di trasferire la sua coscienza nel corpo del nipote Damian. Quest'ultimo però, con indosso un costume da Robin, scappa e si reca in cerca d'aiuto dal padre. Fallito il tentativo di possedere il corpo di Damian, l'anima di Ra's vive nel corpo del suo servitore, lo Spettro Bianco, che in realtà è Dusan, figlio biologico di Ra's mai riconosciuto. Infine, ritornato a Gotham viene rinchiuso ad Arkham da Batman che lo aveva precedentemente combattuto nel palazzo che aveva acquistato.

### Dark Nights
Essendo uno degli esseri più longevi della Terra, Ra's al Ghul entra di diritto in una cerchia ristretta di immortali (personaggi come Kendra Saunders, Vandal Savage, il mago Shazam ed altri) che tentano da secoli di prevenire la venuta del demone pipistrello Barbatos dall'Universo Oscuro; quando l'arrivo sembra inevitabile, nel concilio Ra's esprime la sua perplessità circa l'intento di deviare l'attenzione di Batman (il mortale che farà da porta per Barbatos), ma in privato lui e Savage si accordano con Barbatos e i suoi araldi (7 versioni deformate di Batman provenienti dall'Universo Oscuro) per trovare un posto nel futuro dominio del demone; a tale scopo ostacola Wonder Woman nella ricerca del Cavaliere Oscuro e di Superman.

## Poteri e abilità
La peculiare caratteristica di Ra's è indubbiamente la longevità. Essa gli viene data dal Pozzo di Lazzaro, scavato in specifici punti del pianeta, lungo le linee elettromagnetiche che incrociano la superficie della Terra, e riempito con un mix di misture alchemiche e veleni esotici: questa misteriosa composizione ha il potere di bloccare l'invecchiamento, di curare le ferite, di resuscitare i morti e di aumentare temporaneamente le capacità fisiche a livelli sovrumani, per poi tornare in una condizione psicofisica normale, ma perfetta. Il Pozzo di Lazzaro ha effetti che si dissolvono col passare del tempo, e quindi il personaggio ha bisogno di un uso abituale per mantenere la semi-immortalità. L'unico inconveniente dopo l'immersione è una follia che s'impossessa di Ra's per quarantotto ore, perciò, dopo il ringiovanimento egli resta completamente solo, fino al completo recupero dell'equilibrio mentale.
Dotato di un quoziente intellettivo molto elevato e grazie all'esperienza accumulata in secoli di battaglie, Ra's è un formidabile stratega e pianificatore (può pianificare con molti mesi o anni di anticipo). A causa della sua maggiore durata e longevità, R'as ha accumulato vaste conoscenze e abilità che superano quelle di Batman, che includono investigazione, chimica, fisica, tattiche militari, economia e arti marziali, utilizzando appieno la sua memoria fotografica per padroneggiare tutte queste abilità. Leader altamente capace, è il capo indiscutibile della Lega degli assassini, i cui uomini sono disposti a sacrificarsi per lui. È molto abile nell'arte dell'inganno e anche un multilingue: parla arabo, francese, greco, latino, inglese, italiano, spagnolo, tedesco, giapponese, mandarino, più lingue indiane e forse altro. Ha inoltre acquisito molti contatti internazionali e un'immensa fortuna (Ra's ha riferito di avere più mezzi a disposizione dello stesso Batman) che gli permette di avere la miglior tecnologia esistente, in particolare nel campo della medicina e della genetica, e vanta un esercito di assassini esperti nelle più svariate e antiche tecniche di arti marziali.
Inoltre è un eccellente spadaccino, considerato il migliore al mondo (sebbene Batman sia riuscito a batterlo in questa arte più volte), e un maestro in molte forme di combattimento corpo a corpo e arti marziali, in quanto la sua longevità gli ha permesso di imparare numerosi stili. Quando è in combattimento, preferisce usare armi antiche (poiché ha avuto più tempo per padroneggiarle rispetto alle armi più moderne) e queste armi includono scimitarre, katane, lance, armi inastate, bolas, shuriken, fumogeni ed esplosivi miniaturizzati. È anche un mortale tiratore con armi a proiettili e può lanciare coltelli con precisione.
Insieme alle sue capacità e risorse fisiche, Ra's al Ghul ha dimostrato di possedere un certo grado di competenza con il misticismo. Nel tentativo di garantire la sua esistenza, ha dimostrato in diverse occasioni la capacità di trasferire la sua anima nei corpi degli altri (compresa sua figlia), dandogli modo di vivere nel caso in cui il suo corpo fisico venga distrutto e non possa essere trasportato in un Fossa di Lazzaro. I dettagli esatti di questo processo sono rimasti incoerenti; a volte sembra che sia necessario un complicato rituale per ottenere questo effetto, mentre in altre occasioni è in grado di eseguire questa impresa per capriccio, semplicemente stabilendo un contatto fisico con il suo ospite designato.
Nel The New 52, Ra's ottenne temporaneamente vasti poteri magici dopo aver fatto il bagno nel Pozzo dei Peccati, il primo Pozzo di Lazzaro. Affermò di essere dotato di vera immortalità e mostrò poteri come la levitazione, la proiezione di energia e la creazione di costrutti e la manipolazione della materia. Tuttavia, ha perso queste abilità dopo la sua battaglia con Jason Todd.

## Panoramica del personaggio
Ra's al Ghul è un capo criminale internazionale il cui obiettivo finale è un mondo in perfetto equilibrio ambientale. Crede che il modo migliore per raggiungere questo equilibrio sia eliminare la maggior parte dell'umanità: la sua missione di distruzione di massa è data da una contorta ideologia di annientare il male per creare un nuovo mondo. Ra's di solito cerca di aggredire la popolazione umana del mondo con un'arma biologica, come un virus geneticamente modificato. È aiutato in questa ricerca dai Pozzi di Lazzaro, fonti di sostanze chimiche ringiovanenti che riportano in vita i morti e i moribondi; questi pozzi gli hanno concesso una durata di vita di diversi secoli.
Dopo che Talia si è innamorata di Batman in Detective Comics # 411 (maggio 1971), Ra's inizia a considerare Batman come un possibile erede. Ra's deduce per la prima volta l'identità segreta del Cavaliere Oscuro quando pensa che egli debba essere ricco e scopre che solo Bruce Wayne ha acquistato l'equipaggiamento che un combattente del crimine avrebbe. Ra's sorprende Batman nella Batcaverna, apparentemente per ottenere il suo aiuto nel salvare sia Talia che Dick Grayson, entrambi apparentemente rapiti. Batman scopre presto che l'intera faccenda è una farsa orchestrata da Ra's per metterlo alla prova, cosa che supera. Ma quando Ra's gli chiede di diventare il suo erede, Batman rifiuta, sconvolto dal suo piano genocida per "ripulire" il mondo. Questa storia è stata successivamente adattata in una storia in due parti nella prima stagione della serie animata con il titolo "La ricerca del demone".
Nonostante siano nemici, Ra's al Ghul e Batman mantengono un certo livello di rispetto reciproco. Simile all'Enigmista, Ra's ammira prima di tutto l'abilità intellettuale di Batman, riferendosi regolarmente a lui come "Detective". Nonostante fosse a conoscenza della doppia identità di Wayne sin dal loro primo incontro, Ra's non ha mai rivelato tali informazioni al pubblico o ai suoi nemici, qualcosa che Batman una volta attribuiva al codice d'onore personale di Ra's. Tuttavia, Ra's ha ripetutamente utilizzato questa conoscenza a proprio vantaggio quando ha fomentato piani e contingenze contro Batman. Da parte sua, l'opposizione di Batman è complicata sia dal suo rispetto per il genio di Ra's (ma non dai suoi obiettivi e metodi) sia dalla sua attrazione per sua figlia, Talia, che lei ricambia.
In Batman # 400, Ra's aiuta i nemici di Batman a fuggire dall'Arkham Asylum e dal Gotham State Penitentiary, impostandoli su un piano per rapire alcuni individui in tutta Gotham City che sono collegati in un modo o nell'altro a Batman. Il vero intento di Ra's è mostrare a Batman la follia dei suoi sforzi per proteggere una società corrotta che, a suo avviso, consente ai criminali di esistere e prosperare. Alla fine Ra's usa un Pozzo di Lazzaro mentre è ancora in salute, aumentando la sua forza e mettendo a rischio la sua vita nel tentativo di sconfiggere il Cavaliere Oscuro. Il piano fallisce, poiché Ra's viene lasciato a contorcersi nella fossa, apparentemente distrutto.

## Altri media

### Animazione
- Il personaggio di Ra's al Ghul è apparso in tre serie animate del DC Animated Universe, doppiato in italiano da Mario Scarabelli.
  - Nella serie animata Batman, Ra's al Ghul (pronunciato Resh al Ghul nel doppiaggio italiano) compare per la prima volta alla fine della puntata Vertigine dove si presenta come il padre di Talia al Ghul. Questo pone le basi per le successive apparizioni, dove lui è il cattivo dell'episodio. Ritorna, con un ruolo ben più importante, nell'episodio in due parti La ricerca del demone. Robin viene misteriosamente rapito dal suo campus universitario e Batman comincia un'infruttuosa ricerca, fino a quando nella Bat-Caverna appare Ra's al Ghul, il quale gli rivela che sua figlia, Talia, è stata rapita assieme a Robin, suggerendo quindi che le stesse persone ne siano i responsabili. I due così, partono insieme per l'Oriente alla ricerca dei rapitori, quando però Batman trova il suo compagno, scopre che è stato lo stesso Ra's a rapirlo. Il padre di Talia, consapevole del fatto che non gli rimarrà molto tempo da vivere, vuole che Batman si unisca con sua figlia per concedergli un erede maschio che possa portare avanti la missione di Ra's. Batman però rifiuta, ma Ra's al Ghul, sul punto di ucciderlo, sviene ormai morente: la figlia lo conduce allora al Pozzo di Lazzaro, ciò che gli ha garantito la longevità, a costo di un pezzo della sua umanità. Nonostante le richieste, Batman si rifiuta e fugge, non prima di aver saputo che Ra's ha intenzione di attuare un piano apocalittico: Batman scopre che un satellite in possesso del leader è in realtà un'arma realizzata per far esplodere simultaneamente i Pozzi di Lazzaro in tutto il mondo, distruggendo così tutta la vita esistente sulla Terra e salvarla dalla minaccia umana, ritenuta impura da Ra's. Alla fine, dopo uno scontro tra i due, Batman riuscirà a fermare il satellite e Ra's al Ghul che però decide di suicidarsi buttandosi nel pozzo. Apparentemente morto, alla fine dell'episodio si intravede la mano di Ra's a testimonianza del fatto che è sopravvissuto. Difatti, Ra's riapparirà in altre occasioni nella serie, sempre alla ricerca di un modo per sopravvivere in eterno o di un erede. In uno degli ultimi episodi, inoltre, spiega che in effetti lui ha un figlio maschio, Arkady Duvall, ma è ormai troppo vecchio (e non adatto) per renderlo suo legittimo erede, senza contare che, all'epoca del Far West, il cacciatore di taglie Jonah Hex lo tenne rinchiuso per un bel pezzo al penitenziario.
  - In Superman, Ra's al Ghul ha perso ormai diversi noti Pozzi di Lazzaro ed è dovuto ricorrere alla magia dei nativi americani per poter far sì che la forza di qualcuno possa essere trasferita in lui. Quel qualcuno, si rivela essere proprio Superman che, grazie all'aiuto di Batman, riesce a sopravvivere al processo e Ra's, che tentò inizialmente la fuga, decise di salvare sua figlia, caduta in un fiume in piena.
  - Nella versione animata di Batman of the Future, Ra's al Ghul viene detto essere sconfitto definitivamente nella "Guerra del 2009", a seguito, Talia, ripulì il nome della sua famiglia con azioni di beneficenza e donazioni che compì per mezzo secolo grazie all'ultimo Pozzo di Lazzaro. Il giorno del compleanno di Bruce, Talia fa visita all'ex-Cavaliere Oscuro e gli offre un tuffo nel Pozzo di Lazzaro e un posto al suo fianco. Inizialmente, Bruce accetta, ma quando si accorge dell'anormalità della cosa, decide di tirarsi indietro. Allora, Bruce e Terry, il nuovo Batman, scoprono che Ra's al Ghul, dopo la Guerra del 2009, si era trasferito, controvoglia della figlia, nel suo corpo e che aveva organizzato tutto questo per poi ospitare quello di Bruce. Terry, però, manomette il marchingegno di trasferimento mentale e Ra's, nel tentativo di salvarlo, esplode con esso e il Pozzo di Lazzaro.
- Ra's al Ghul compare nella serie animata Batman: The Brave and the Bold, doppiato da Peter Woodward.
- Ra's al Ghul è comparso nella serie animata Young Justice, doppiato da Oded Fehr.
- Ra's al Ghul è comparso nella serie animata Beware the Batman, doppiato da Lance Reddick.
- Il personaggio compare anche nella serie animata Justice League Action.

#### Film
- Ra's al Ghul appare nei film d'animazione Batman: Under the Red Hood, Son of Batman, Batman vs. Robin, Justice League vs. Teen Titans, LEGO Batman - Il film, Teen Titans: The Judas Contract e Injustice.
- Ra's al Ghul è uno dei due antagonisti principali del film animato crossover Batman vs. Teenage Mutant Ninja Turtles, assieme con Shredder, il capo del Clan del Piede (in questa pellicola da una grande ispirazione alla storia a fumetti, Batman/Tartarughe Ninja). Durante le sue spietate azioni, invece di affrontare lo stesso Batman, dovrà vedersela con Leonardo, il leader delle Tartarughe Ninja, nella loro resa dei conti.

### Cinema

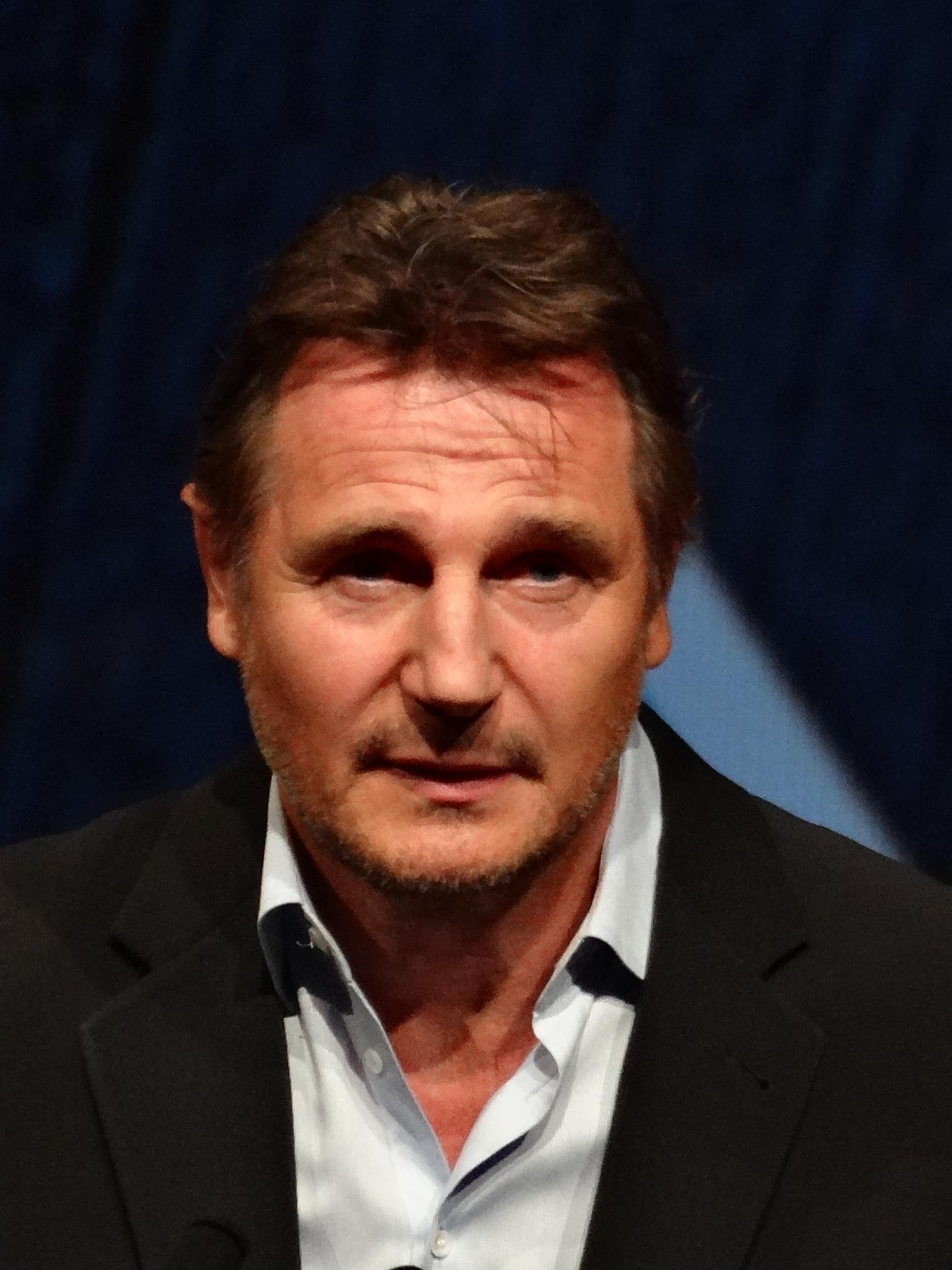
Liam Neeson, interprete di Ra's al Ghul/Henri Ducard nei film Batman Begins e Il cavaliere oscuro - Il ritorno.

- Ra's al Ghul è l'antagonista principale del film Batman Begins (2005), interpretato da Liam Neeson. Il regista Christopher Nolan assunse Neeson per interpretare il mentore di Batman nonché il più complesso di tutti i criminali dell'Uomo Pipistrello.[21][22] Lo scrittore David Goyer lo ha paragonato a Osama bin Laden; "Non è pazzo nel modo in cui lo sono tutti gli altri cattivi di Batman, non è deciso a vendicarsi... in realtà lui sta cercando di guarire il mondo con mezzi molto drastici".[23] Gary Oldman inizialmente era la prima scelta per il ruolo di Ra's, ma in seguito è stato scelto per interpretare James Gordon.[24] Guy Pearce, che ha collaborato con Christopher Nolan in Memento, ha riferito che ha discusso con il regista per il ruolo, ma entrambi erano d'accordo sul fatto che fosse troppo giovane per la parte.[25] Nel film Ra's è il capo della Setta delle Ombre, un'organizzazione millenaria di ninja e terroristi con sede nell'Himalaya che si dedica a mantenere l'ordine e la giustizia in un mondo che considera decadente e corrotto, annientando civiltà sul lastrico (come, in passato fece con Roma, Costantinopoli e Londra) onde ricreare una società più solida e corretta. Durante la prima parte del film, si chiama Henri Ducard, un apparente servitore del suo sostituto per proteggerlo (interpretato da Ken Watanabe) e funge da mentore di Bruce Wayne (Christian Bale), insegnandogli il ninjitsu e come affrontare le proprie paure e la propria ira. Quando ordina a Bruce di giustiziare un assassino come prova finale, questi si rifiuta, obiettandone i metodi troppo risolutivi e ingiusti, e (nel disperato tentativo di impedire il loro piano per distruggere Gotham) brucia il tempio della Setta delle Ombre. Il finto Ra's muore dalla caduta di detriti mentre Bruce salva la vita di quello vero, che poi lascia in cura ad un abitante di un villaggio vicino. Nel corso del film, Wayne, vestendo i panni del vigilante Batman, scopre che la malavita di Gotham (guidata dal boss mafioso Carmine Falcone) e il Dr. Jonathan Crane (alias lo Spaventapasseri) hanno sparso per tutta Gotham, contaminandone l'intera rete idrica, una tossina psicotropa ricavata dai fiori azzurri in cui lui stesso si era imbattuto nell'Himalaya. Durante il climax del film, Ra's rivela la sua identità a Bruce, affermando di essere immortale e che è la mente dietro molti mali che hanno afflitto Gotham City. Alla fine, rivela a Bruce che la Setta delle Ombre aveva cercato di distruggere Gotham attraverso una depressione economica che indirettamente ha provocato l'omicidio dei genitori di Bruce. Inoltre, ha fatto rubare un emettitore di microonde capace di far evaporare la tossina di Crane, in modo da drogare e far impazzire l'intera popolazione, condannandola all'autodistruzione. Nel loro confronto finale, Batman sconfigge Ra's e, con l'aiuto del sergente James Gordon, la monorotaia con cui trasporta l'emettitore precipita, dove Ra's muore nello schianto risultante. La differenza principale tra il Ra's al Ghul di questa versione e quello fumettistico è il non possedere l'immortalità donatagli dal Pozzo di Lazzaro: in questa versione, quindi, il personaggio è "immortale" semplicemente perché Ra's al Ghul sembrerebbe essere il nome che assume colui che sta a capo della Setta delle Ombre. Inoltre, gli ideali del personaggio sono molto diversi dalla sua controparte cartacea: il Ra's al Ghul dei fumetti è un ecoterrorista che non sopporta come la razza umana abbia fatto scempio del pianeta tramite guerre e inquinamento e vuole uccidere la maggior parte della razza umana lasciando in vita solo pochi eletti per permettere al mondo di ricominciare una nuova era dell'oro con lui alla guida. Nel film, invece, la Setta delle Ombre si "limita" a perseguire l'obiettivo di distruggere quelle città/civiltà da loro ritenute troppo corrotte per "purificare" l'umanità.
- Neeson ritorna a vestire i panni del personaggio in un cameo nel film Il cavaliere oscuro - Il ritorno del 2012, apparendo come allucinazione a Bruce Wayne quando questi viene rinchiuso nel Pozzo dopo essere stato sconfitto da Bane, parlandogli dell'immortalità e del suo erede.[26][27] Nel film appare anche una versione più giovane di Ra's al Ghul, interpretato da Josh Pence, quando vengono narrate le origini del personaggio.[28] Ducard, in origine, era un mercenario alle dipendenze di un signore della guerra mediorientale; innamoratosi della figlia di quest'uomo, la sposò segretamente. A causa di questo fatto, il signore della guerra lo condannò ad essere imprigionato nel "Pozzo", una terribile prigione sperduta in un imprecisato deserto. In seguito la moglie intercedette per lui e fu imprigionata al suo posto, mentre lui venne semplicemente esiliato. Quello che Ducard non sapeva era che la moglie fosse incinta: alcuni anni dopo (quando già aveva assunto l'identità di Ra's al Ghul), egli ebbe modo di ricongiungersi con la figlia Talia, fuggita dal Pozzo grazie all'aiuto di un ragazzo, il futuro Bane, anch'egli nato in prigione[29]. Istigato dalla figlia, egli condusse i suoi uomini nella terribile prigione dove fecero strage dei detenuti, rei di avergli ucciso proprio la moglie, e portarono in salvo Bane. Accolti Bane e la figlia all'interno della Setta delle Ombre, Ra's anni dopo scomunicò Bane, poiché la sua presenza gli ricordava il dolore di aver perso la moglie proprio nella prigione da cui egli proveniva. A causa di ciò, Talia si allontanò da lui e riuscì a perdonarlo solo dopo la sua morte causata da Batman.

### Televisione

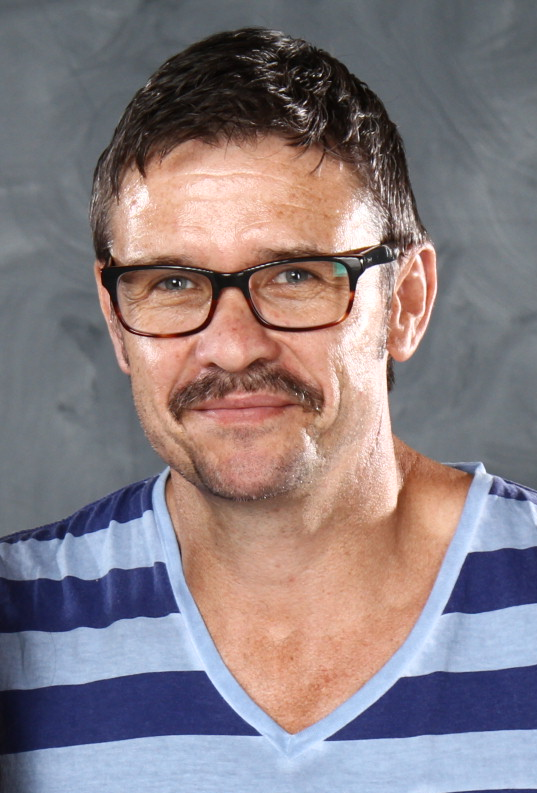
Matt Nable, interprete di Ra's al Ghul in Arrow.

- Ra's al Ghul è il principale avversario di Freccia Verde nella terza stagione di Arrow, interpretato da Matt Nable. L'attore Liam Neeson, che ha interpretato Ra's in Batman Begins, ha espresso interesse nel riprendere il ruolo del personaggio, ma ha dovuto rinunciare a causa dei molti impegni.[30] Nella narrazione della serie, Ra's al Ghul è il capo della Lega degli Assassini (che ha sede a Nanda Parbat), della quale è, oltre che il leader, anche il membro più potente e temuto. Tutti lo chiamano il "Demone" o "Testa del Demonio", e possiede delle capacità combattive straordinarie. È un uomo d'onore che sembra mantenere sempre fede alla parola data; le persone hanno paura di Ra's, soprattutto per via della sua fama, quindi quasi nessuno trova il coraggio di mettersi contro di lui: è, infatti, un uomo spietato che non prova nessuna esitazione nell'uccidere. Non è chiaro quanto lui sia vecchio, infatti sembra che abbia vissuto per oltre quattrocento anni, e ha arrestato il processo di invecchiamento immergendo regolarmente il suo corpo in alcune acque misteriose, il "Pozzo di Lazzaro". Tra i membri della Lega figurano sua figlia Nyssa, Malcolm Merlyn, Sara Lance e Maseo Yamashiro; ad eccezione di Merlyn, sembra che tutti gli altri membri della Lega abbiano un'assoluta fedeltà nei confronti del loro capo. Viene menzionato per la prima volta nella prima stagione da Merlyn e la sua presenza è stata molto forte anche nella seconda, ma la sua prima apparizione ufficiale è stata nella terza stagione. Merlyn, dopo aver tradito la Lega, entra nel mirino di Ra's. Di conseguenza, Merlyn manipola sua figlia Thea (sorellastra di Oliver Queen) spingendola ad uccidere Sara Lance, conscio che Ra's al Ghul ne avrebbe decretato la morte: infatti se una persona si macchia dell'omicidio di un membro della Lega degli Assassini, l'omicida è condannato a morte. Proprio come Merlyn aveva previsto, Oliver prende le difese di Thea mettendolo contro Ra's al Ghul, e si prende la colpa dell'omicidio, quindi Oliver e Ra's diventano ufficialmente nemici. Ra's e Oliver si affrontano e lui uccide apparentemente l'arciere infilzandolo con la sua spada, ma Oliver sopravvive. Ra's successivamente propone a Oliver di diventare il suo successore, prendendo il suo posto come capo della lega, decidendo di sorvolare sulla morte di Sara, ma Oliver rifiuta l'offerta, cosa che spingerà nuovamente il Demone a mettersi contro di lui. Per obbligare Oliver Queen ad accettare le sue condizioni trafiggerà Thea Queen riducendola in fin di vita. Permetterà a Oliver di guarire la sorella immergendola nel Pozzo di Lazzaro, ma a patto che lui prenda il suo posto, quindi Oliver diventerà il successore di Ra's al Ghul. Oliver si vede costretto a entrare nella Lega: Ra's lo addestra, e lo sottopone a un trattamento col quale riesce a fargli un lavaggio del cervello, trasformandolo apparentemente in un assassino freddo e asservito alla causa della Lega degli Assassini. Ra's al Ghul spinge Oliver a uccidere tutti gli abitanti di Starling City con un'arma batteriologica, il virus Omega, donatogli da Maseo, perché Oliver, per diventare il suo degno erede, deve prima uccidere gli abitanti del luogo a cui apparteneva in principio. Oliver in realtà non ha mai piegato la sua volontà alla Lega, ha solo fatto buon viso a cattivo gioco per stare vicino a Ra's al Ghul e imparare a studiarlo, conoscendo meglio la forza del suo nemico, e per capire come combatterlo. Oliver e i suoi amici affrontano Ra's al Ghul e la Lega degli Assassini, impedendo loro di compiere il genocidio che avrebbe sterminato gli abitanti di Starling City, infine Oliver affronta Ra's, questa volta però riesce a rivaleggiare con la sua forza grazie al fatto che le sue doti di guerriero si sono notevolmente sviluppate, grazie a tutto quello che ha imparato da Ra's nel periodo in cui si è fatto addestrare da lui, alla fine Oliver, dopo averlo battuto, lo uccide.
- Ra's al Ghul appare anche in un episodio di Legends of Tomorrow, interpretato dallo stesso attore Matt Nable.

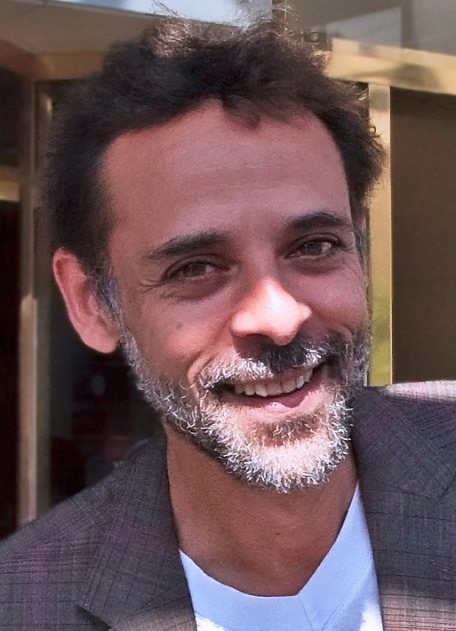
Alexander Siddig, interprete di Ra's al Ghul in Gotham.

- Ra's al Ghul compare anche nella serie televisiva Gotham, interpretato da Alexander Siddig[31][32]: entra in scena per la prima volta al termine della terza stagione, per assumere poi un ruolo di primaria importanza nella stagione successiva. È a capo dell'antica lega di guerrieri che manovrava la Corte dei gufi da dietro le quinte, avendo dunque indirettamente potere su Gotham. È convinto che Bruce Wayne sia destinato a diventare suo erede ma prima è necessario che il giovane ragazzo lo uccida con il pugnale speciale che solo se usato proprio da Bruce può portare alla morte Ra's al Ghul. Quest'ultimo spingerà Bruce a ucciderlo con l'arma, inoltre prima di morire dà a Barbara Kean il suo potere facendo di lei la legittima leader della lega, ma i suoi accoliti lo riporteranno in vita con il sangue di Bruce. Ra's al Ghul aiuterà Jeremiah Valenska ad azionare le bombe che lui aveva piazzato a Gotham facendola sprofondare nel caos, convinto che tale evento avrà un ruolo fondamentale nel percorso che di Bruce alla conquista del suo destino. Infine Barbara ucciderà Ra's al Ghul con il pugnale speciale proprio mentre era impugnato da Bruce.

### Videogiochi
Ra's al Ghul appare nei seguenti videogiochi:
- Batman: Dark Tomorrow, sviluppato da HotGen (2003)
- Batman Begins, sviluppato da Eurocom (2005)
- LEGO Batman: Il videogioco, sviluppato da Traveller's Tales (2008)
- Batman: Arkham Asylum, sviluppato da Rocksteady Studios (2009) - cameo
- DC Universe Online, sviluppato da Sony Online Austin (2011)
- Batman: Arkham City, sviluppato da Rocksteady Studios (2011)
- LEGO Batman 2: DC Super Heroes, sviluppato da Traveller's Tales (2012)
- LEGO Batman 3: Gotham e oltre, sviluppato da Traveller's Tales e Feral Interactive (2014)
- Batman: Arkham Knight - L'era dell'infamia, sviluppato da Rocksteady Studios (2015)
- Gotham Knights, sviluppato da WB Games Montréal (2022)

#### Batman Arkham
Nella serie videoludica Batman: Arkham, in originale è doppiato da Dee Bradley Baker, mentre in italiano è doppiato da Lorenzo Scattorin. Compare in:
- Batman: Arkham Asylum: compare sotto forma di cameo, come uno degli indovinelli dell'Enigmista. Quando Batman entra in una sala del manicomio, si vede un paio di piedi con sopra un'etichetta con il suo nome. Il corpo scomparirà a gioco ultimato.
- Batman: Arkham City: è uno dei tre antagonisti principali (al pari di Joker e di Hugo Strange). Difatti è lui la mente dietro l'intero progetto di Arkham City e del protocollo 10, che mira a sterminare gli altri criminali di Gotham. Batman lo incontra per la prima volta nel covo della Lega, in quanto gli serve un campione del suo sangue per consegnarlo a Mr. Freeze perché formuli un antidoto alla sua malattia. In seguito lo affronterà in quanto il leader della Lega vuole convincere il Cavaliere Oscuro ad ucciderlo e a prendere il suo posto. Dopo averlo sconfitto, Ra's prende in ostaggio sua figlia Talia, la donna amata da Batman, che riuscirà a sconfiggerlo. Ricompare in seguito, dove si rivela maestro di Strange, che ucciderà infilzandolo con la sua spada alle spalle. Quando poi Strange attiva il protocollo 11, che fa esplodere la torre su cui si trovano, Batman e Ra's si lanciano nel vuoto e quest'ultimo, anziché essere salvato da Batman, si fa infilzare dalla sua stessa lama, cadendo su una tubatura. Anche qui, il corpo scomparirà dopo lo scontro finale.
- Batman: Arkham Knight: compare nel contenuto scaricabile L'era dell'infamia, in cui si scopre che, dopo i fatti di Arkham City, il suo corpo è stato recuperato da alcuni suoi fedeli ed egli è stato nuovamente riportato in vita, ma versa in condizioni fisiche disperate, tanto da dover rimanere perennemente collegato a un complesso macchinario. Le condizioni disperate di Ra's hanno creato una spaccatura all'interno della Lega degli assassini (la "Guerra delle ombre"): da una parte i fedelissimi a lui, dall'altra i seguaci ribelli guidati dall'altra figlia di Ra's, Nyssa Raatko. Batman si trova coinvolto nella guerra civile tra le due fazioni poiché la prima intende procurarsi un campione del composto alchemico del Pozzo di Lazzaro presente a Gotham: compito dell'eroe sarà trovare per primo questo campione e, una volta al cospetto di Ra's, scegliere se iniettarglielo e farlo sopravvivere (in tal caso la sopraggiunta Nyssa verrà uccisa dal padre, che fuggirà subito dopo) oppure se distruggere tale campione e il macchinario a cui è collegato, decretando quindi la fine di Ra's e della Lega.